# 鈴木厚人
鈴木 厚人（すずき あつと、1946年10月3日 - ）は、日本の物理学者（素粒子物理学・ニュートリノ天文学）。学位は理学博士（東北大学・1974年）。岩手県立大学学長、東北大学名誉教授、大学共同利用機関法人高エネルギー加速器研究機構名誉教授、日本学士院会員、文化功労者。
日本学術振興会奨励研究員、高エネルギー物理学研究所助手、東京大学理学部助手、高エネルギー物理学研究所助教授、東北大学理学部教授、東北大学大学院理学研究科研究科長、東北大学副学長、大学共同利用機関法人高エネルギー加速器研究機構機構長などを歴任した。

## 概要
素粒子物理学やニュートリノ天文学を専攻する物理学者である。新潟県新潟市出身。カミオカンデ・スーパーカミオカンデを経て、世界最大（1000トン）の液体シンチレータを用いたニュートリノ検出装置カムランドを発案・建設し、2002年（平成14年）に、遠方の原子炉から飛来するニュートリノの振動現象を、世界で初めて観測した。これにより、長年の謎であった「消えた太陽ニュートリノの謎」を完全解決に導くとともに、ニュートリノ振動を決めるニュートリノ質量2乗差を、世界最高感度で決定した。2005年（平成17年）には、地球内部から飛来する反ニュートリノの検出にも、世界で初めて成功した。これは、地球内部で発生する放射化熱の直接測定であり、ニュートリノを用いて地球の熱源と進化の謎に迫る、新たな研究分野（ニュートリノ地球科学）の創始を意味する。2006年（平成18年）4月、大学共同利用機関法人の一つである高エネルギー加速器研究機構にて機構長に就任した。

## 研究

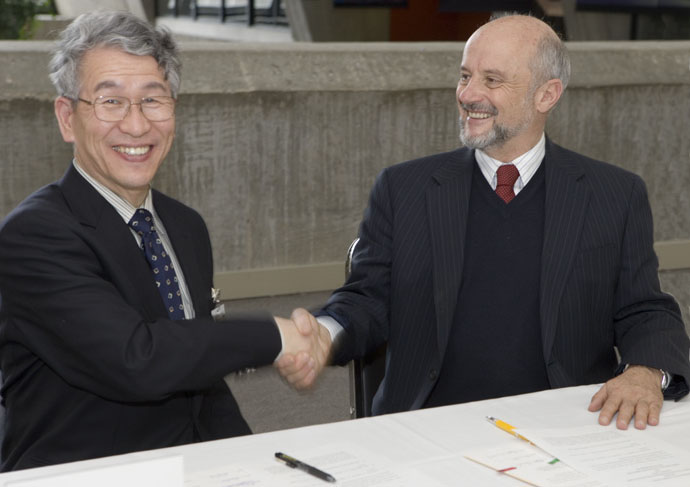
2007年4月、フェルミ国立加速器研究所所長ピエルマリア・オッドーネ（右）と

小柴昌俊（東京大学特別栄誉教授）の愛弟子の1人。カミオカンデ、スーパーカミオカンデでのニュートリノ観測実験の主要メンバーとして活躍した。特にカミオカンデでは大口径（20インチ）光電子増倍管の開発と製作、超純水製造装置の設計、製作などを担当し、戸塚洋二、須田英博とともに検出器建設と実験遂行の中心的存在であった。
スーパーカミオカンデ実験が稼働すると東北大学に戻り、それまでの水を使った検出器ではなく、原子炉ニュートリノや地球ニュートリノなど低エネルギーのニュートリノに極めて感度の高い油（液体シンチレーター）を用いた検出器の開発と製作に情熱を燃やし、世界最大の1000トン液体シンチレータ検出器であるカムランド実験を提唱。小柴から譲り受けたカミオカンデを大改造して検出器を建設し、2002年（平成14年）1月から実験を開始した。その第一の目的は当時未解決の難問であった「太陽ニュートリノの欠損問題」の解決であった。これがニュートリノ振動によるのかどうか決定打を放つには同じ電子型の（反）ニュートリノで発生量が正確にわかる原子炉ニュートリノを観測することが鍵であり、神岡から平均距離180kmに点在する大型原発から飛来する大量のニュートリノを観測して、ニュートリノ振動が正に原因であることを世界で初めて突き止めた。
さらに地球物理学者にとっては夢のまた夢（小柴）であった地球反ニュートリノ検出に初めて挑戦し、2005年（平成17年）にその兆候を捕らえることに成功した。これは地球深部に含まれるウランやトリウムからの放射性元素の崩壊で発生する反ニュートリノを直接検出するものであり、ニュートリノを使って地球内部で発生する放射化熱を直接測定できることを示した最初の実験であった。カムランドの結果はこれまでの地震波や岩石の化学分析による間接的な手法とは違い、人類が地球内部を直接見る眼を獲得したことを意味するものであり、地球物理学者から「単なる発展(evolution)と言うより革命(revolution)である！」と称されるほどの反響を巻き起こした。

## 略歴
- 1946年（昭和21年）10月3日 - 新潟県に生まれる
- 1969年（昭和44年）3月 - 新潟大学理学部物理学科卒業
- 1971年（昭和46年） - 東北大学大学院理学研究科修士課程修了[1]
- 1974年（昭和49年）
  - 3月 - 東北大学大学院理学研究科博士課程修了 理学博士
  - 4月 - 日本学術振興会奨励研究員[1]
  - 11月 - 高エネルギー物理学研究所助手
- 1982年（昭和57年）5月 - 東京大学理学部助手
- 1988年（昭和63年）2月 - 高エネルギー物理学研究所助教授．
- 1992年（平成4年）4月 - 東京大学助教授
- 1993年（平成5年）8月 - 東北大学理学部教授、高エネルギー物理学研究所教授（併任）、東京大学宇宙線研究所教授（併任）
- 1996年（平成8年）4月 - 東北大学理学部泡箱写真解析施設長
- 1998年（平成10年）4月 - 東北大学大学院理学研究科附属ニュートリノ科学研究センター（現・東北大学ニュートリノ科学研究センター）センター長
- 2002年（平成14年）4月 - 東北大学大学院理学研究科長
- 2005年（平成17年）4月 - 東北大学副学長
- 2006年（平成18年）
  - 3月 - 東北大学名誉教授[1]
  - 4月 - 高エネルギー加速器研究機構長
- 2011年（平成23年）2月 - 文部科学省科学技術・学術審議会学術分科会長代理[2]
- 2015年（平成27年）
  - 3月 - 高エネルギー加速器研究機構名誉教授[1]
  - 4月 - 岩手県立大学長

## 賞歴

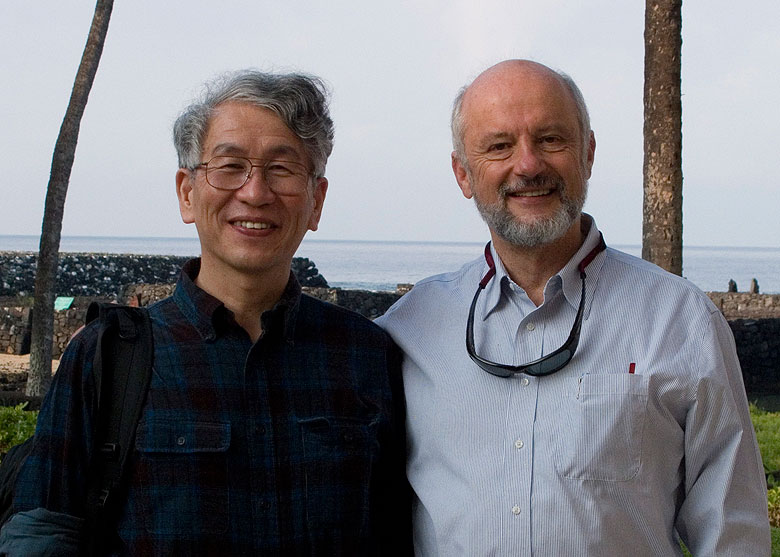
2010年10月、フェルミ国立加速器研究所所長ピエルマリア・オッドーネ（右）と

- 1988年 朝日賞（カミオカンデグループ）「超新星爆発に伴うニュートリノの観測」
- 1989年 ブルーノ・ロッシ賞（カミオカンデグループ）「超新星SN1987Aからのニュートリノ・バーストの検出」
- 1999年 朝日賞（スーパーカミオカンデグループ）「ニュートリノに質量が存在する強い証拠の発見」
- 2003年 仁科記念賞「原子炉反電子ニュートリノの消滅の観測」
- 2006年 日本学士院賞「反ニュートリノ科学の研究」
- 2006年 ブルーノ・ポンテコルボ賞 (ドゥブナ合同原子核研究所)「原子炉反ニュートリノ及び地球反ニュートリノの検出」
- 2016年 基礎物理学ブレイクスルー賞[3]

## 栄典
- 2005年 紫綬褒章「素粒子物理学における貢献」[4]
- 2021年 文化功労者[5]
- 2022年 日本学士院会員[6]

## 著書
- Physics and Astrophysics of Neutrinos (Springer、1994)
- ニュートリノでめぐる素粒子・宇宙の旅（訳書 Springer、2007）